# Wienerdeg

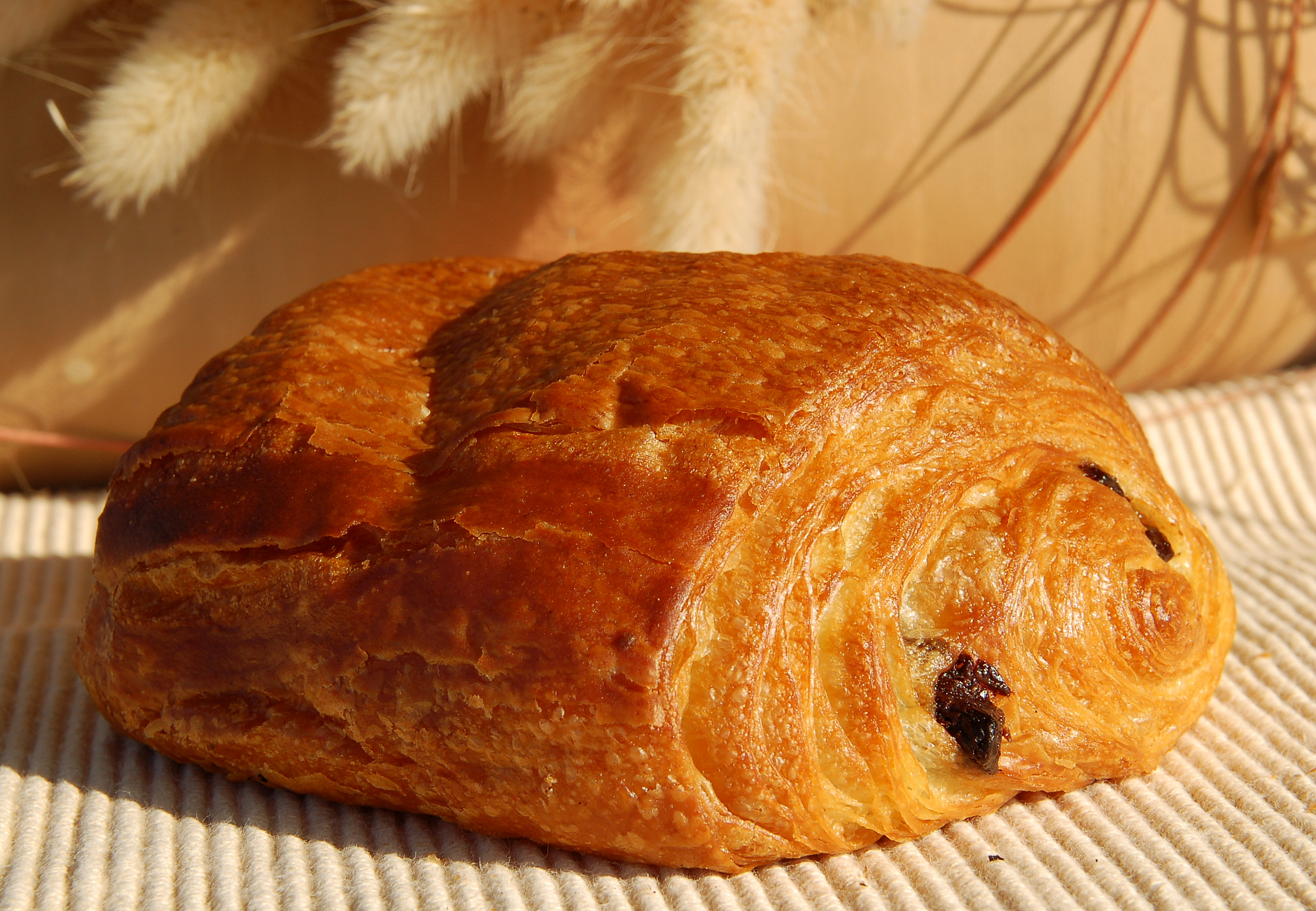
Pain au chocolat

Wienerdeg är en deg (i fallande storleksordning) bestående av fast matfett, mjöl, vatten eller mjölk, ofta ägg, jäst och salt som likt smördeg blir luftig och frasig vid gräddning och bland annat används till wienerbröd, pain au chocolat och croissanter. Den är nära besläktad med smördeg, men skiljer sig från denna i och med att den innehåller jäst och ägg. 
Alla ingredienser utom matfettet knådas till en deg. Därefter kavlas degen ut rektangulärt och matfettet läggs på. Man viker in degen och kavlar ut den, vartefter man viker ett treslag. Därefter upprepar man detta ytterligare två gånger och får på så sätt 27 tunna fettlager (tre styck treslag) i degen. Härefter bakar man ut de bakverk man tänkt sig.